# Adolph Schroedter

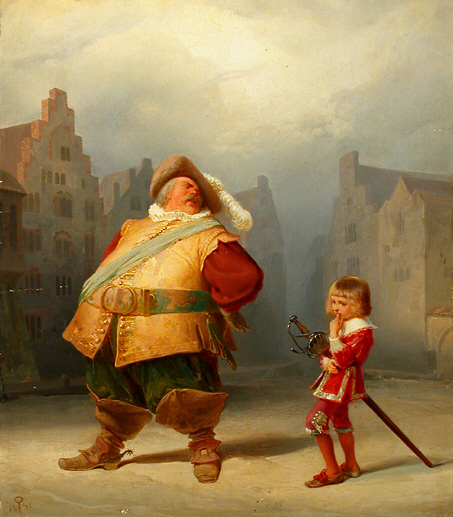
Adolph Schroedter: "Falstaff und sein Page" (1867).

Adolph Schroedter, född 28 juni 1805 i Schwedt, död 9 december 1875 i Karlsruhe, var en tysk målare.
Schroedter studerade från 1820 i Berlin kopparstickarkonst och måleri för Friedrich Wilhelm von Schadow. Han följde denne till Düsseldorf 1829, var sedan verksam där, i Frankfurt och från 1859 i Karlsruhe, där han från nämnda år till 1872 var professor vid Polytechnikum. Schroedter var ytterst mångsidig. Han rörde sig med färdighet och uppfinningsrikhet på olika konstområden, men var framför allt humorist och satiriker. 
Bland hans målningar finns folklivsbilder, såsom Vinprovet (1832) och Värdshusliv vid Rhen (1833), satiren De sörjande garvarna (1832, riktar sig mot den sentimentala Düsseldorfsgenren), flera kompositioner ur Don Quijote (även en följd av 16 raderingar), Falstaff- och Münchhausenbilder, dessutom omfattande dekorativa kompositioner: Kyrkinvigning vid Rhen (1847, 22 meter i längd), Kung Vins triumftåg (1855), De fyra årstiderna (1854, galleriet i Karlsruhe).
Han illustrerade texter av Ludwig Uhland, Johann Musäus och andra författare och uppträdde som politisk satiriker, utförde även ornamentsteckningar och botaniska planscher samt skrev ett par läroböcker i måleri.